# Chamaelirium luteum
Chamaelirium luteum är en nysrotsväxtart som först beskrevs av Carl von Linné, och fick sitt nu gällande namn av Asa Gray. Chamaelirium luteum ingår i släktet Chamaelirium och familjen nysrotsväxter. Inga underarter finns listade.